# Eusceptis effusa
Eusceptis effusa är en fjärilsart som beskrevs av Druce 1889. Eusceptis effusa ingår i släktet Eusceptis och familjen nattflyn. Inga underarter finns listade i Catalogue of Life.